# VolkerWessels Women's Pro Cycling Team
Il Parkhotel Valkenburg è una squadra femminile olandese di ciclismo su strada con licenza di UCI Women's Continental Team. Fondata nel 2014, è basata ad Alkmaar ed è diretta da Raymond Rol.

## Organico 2023
Aggiornato al 9 aprile 2023.

### Staff tecnico
|  | Naz.                   | Ruolo  | Sportivo    |  |  |  |
|  | ---------------------- | ------ | ----------- |  |  |  |
|  | Paesi Bassi (bandiera) | GM, DS | Raymond Rol |  |  |  |
|  | Paesi Bassi (bandiera) | DS     | Bart Faes   |  |  |  |
|  | Paesi Bassi (bandiera) | DS     | Jos Mooij   |  |  |  |

### Rosa
|  | Naz.                   |  | Sportivo              | Anno |  |  |
|  | ---------------------- |  | --------------------- | ---- |  |  |
|  | Paesi Bassi (bandiera) |  | Julia van Bokhoven    | 2001 |  |  |
|  | Australia (bandiera)   |  | Nicole Frain          | 1992 |  |  |
|  | Paesi Bassi (bandiera) |  | Femke Gerritse        | 2001 |  |  |
|  | Paesi Bassi (bandiera) |  | Kirstie van Haaften   | 1999 |  |  |
|  | Paesi Bassi (bandiera) |  | Lisa van Helvoirt     | 2002 |  |  |
|  | Paesi Bassi (bandiera) |  | Pien Limpens          | 2001 |  |  |
|  | Paesi Bassi (bandiera) |  | Laura Molenaar        | 2002 |  |  |
|  | Paesi Bassi (bandiera) |  | Lieke Nooijen         | 2001 |  |  |
|  | Paesi Bassi (bandiera) |  | Meis Poland           | 2004 |  |  |
|  | Paesi Bassi (bandiera) |  | Anne van Rooijen      | 2000 |  |  |
|  | Paesi Bassi (bandiera) |  | Sofie van Rooijen     | 2002 |  |  |
|  | Paesi Bassi (bandiera) |  | Quinty Schoens        | 1999 |  |  |
|  | Paesi Bassi (bandiera) |  | Scarlett Souren       | 2003 |  |  |
|  | Belgio (bandiera)      |  | Marith Vanhove        | 2003 |  |  |
|  | Belgio (bandiera)      |  | Margot Vanpachtenbeke | 1999 |  |  |
|  | Paesi Bassi (bandiera) |  | Rosalie van der Wolf  | 2001 |  |  |